# Тростянецька сільська громада (Волинська область)
Тростянецька сільська об'єднана територіальна громада — колишня об'єднана територіальна громада в Україні, в Ківерцівському районі Волинської області. Адміністративний центр — село Тростянець.
Площа громади — 197,08 км², населення — 4357 мешканців (2018).
Утворена 8 жовтня 2018 року шляхом об'єднання Завітненської, Озерської, Омельненської та Тростянецької сільських рад Ківерцівського району.
Перспективним планом формування громад Волинської області (2020 року) подальше існування громади не передбачене.
12 червня 2020 року громада ліквідована, Завітненська, Озерська, Омельненська та Тростянецька сільські ради увійшли до складу Ківерцівської ОТГ.
19 липня 2020 року, в результаті адміністративно-територіальної реформи та ліквідації Ківерцівського району, колишня територія громади повністю увійшла до складу Луцького району.

## Населені пункти
До складу громади входять 10 сіл: Гайове, Завітне, Лички, Озеро, Омельне, Острів, Тростянець, Хопнів, Човниця та Яромель.